# Rezerwat przyrody Czarna Droga

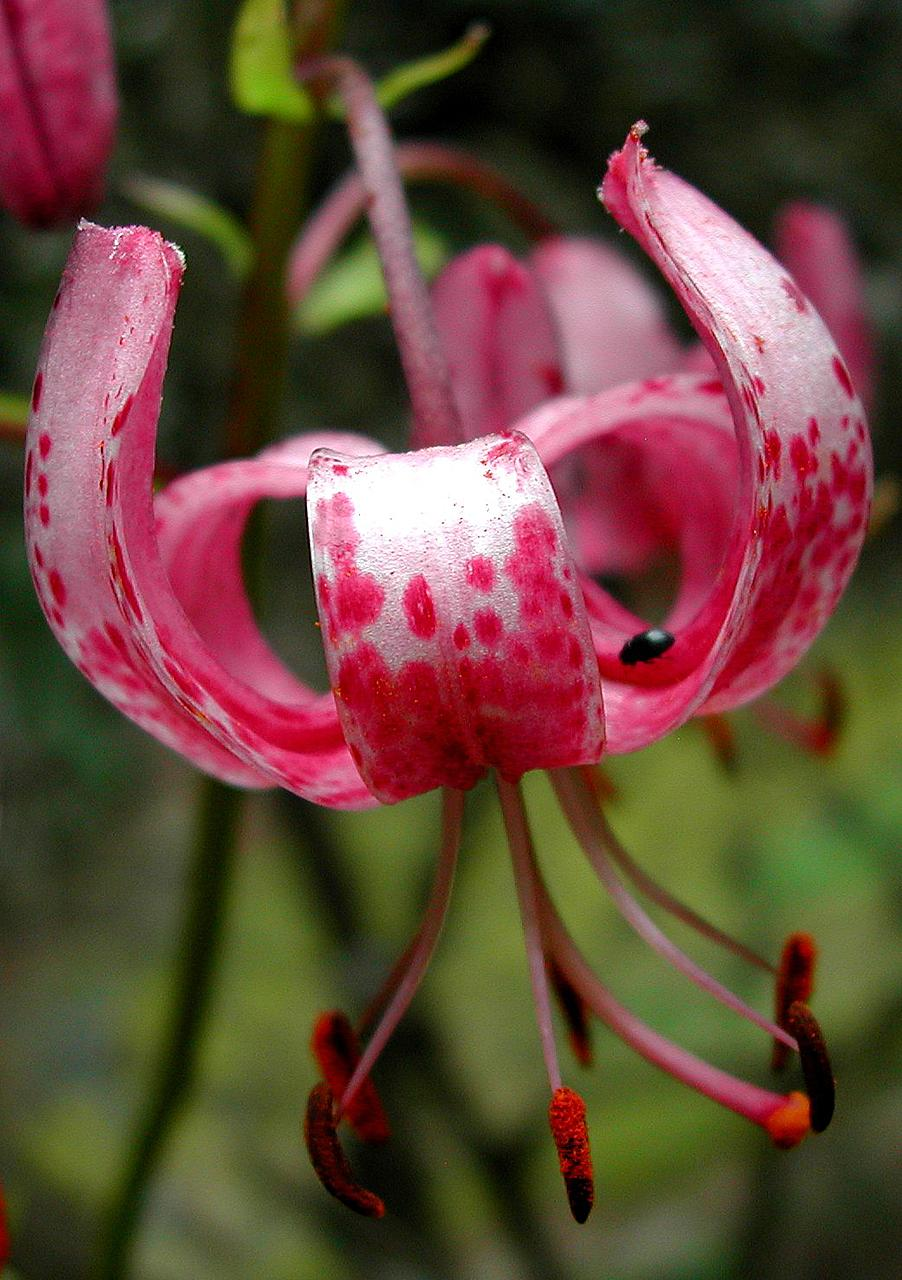
Lilia złotogłów

Czarna Droga – leśny rezerwat przyrody w województwie lubuskim, w powiecie międzyrzeckim, w gminie Trzciel.
- dokument powołujący – M.P. z 1972 r. nr 36, poz. 202
- położenie – gmina i nadleśnictwo Trzciel, leśnictwo Nowy Świat, obręb Brójce, oddz. 210, 211, 212, około 2,5 km na północny zachód od wsi Brójce, w dolinie Gniłej Obry.
- przedmiot ochrony – dwa sąsiadujące zespoły lasu: grąd niski i buczyna, ochrona lasu mieszanego pochodzenia naturalnego z wielogatunkowym runem (m.in. chroniona lilia złotogłów). Najdorodniejsze dęby sięgają 27 m wysokości i mają obwód pnia ponad 7 m.

Rezerwat został powołany zarządzeniem Ministra Leśnictwa i Przemysłu Drzewnego z dnia 23 czerwca 1972 na powierzchni 14,10 ha. W 1989 został powiększony do 21,95 ha i taką powierzchnię zajmuje do tej pory.
Obszar rezerwatu objęty jest ochroną czynną.